# Los amantes de la isla del diablo
Los amantes de la isla del diablo è un film del 1972 diretto da Jesús Franco.
La pellicola, appartenente al sottogenere women in prison, fu girato nel castello di Santa Bárbara di Alicante, nelle Isole Canarie, a Barcellona e in Portogallo.
Ai due principali paesi produttori - Spagna e Francia - corrispondono due versioni profondamente diverse.
Il deposito legale della versione spagnola, prodotta da Arturo Marcos, è M-31800/72. Secondo il database della Filmoteca Española il film fu vietato ai minori di 18 anni e fu visto da 145.394 spettatori.
In Francia fu prodotto da Robert de Nesle e, stando ad alcune locandine dell'epoca, fu distribuito dalla Eurociné con il titolo Quartier de femmes. Secondo alcune fonti uscì nel 1974. Anche in questo caso fu vietato ai minori di 18 anni.

## Trama
America del Sud. Il colonnello Mendoza, vedovo, e la cognata Emilia Franval si accordano per vendicarsi di una giovane coppia di fidanzati: Beatriz Coblan e Raymond Franval. Beatriz rifiuta da tempo le avances del potente colonnello, mentre Raymond ha da poco interrotto la sua relazione con Emilia. Invitati a cena col pretesto di una riconciliazione, i due giovani vengono ubriacati e tramortiti. Quindi sono trasportati in una villa, dove Mendoza sgozza una donna. Quando Raymond si sveglia vede giungere la polizia che lo arresta insieme alla fidanzata con l'accusa di omicidio.
L'avvocato Linsday, convinto dell'innocenza dei due ragazzi, si occupa del caso, ma il tribunale, dopo un processo sommario, pronuncia la condanna a morte, poi trasformata in ergastolo per intermediazione della stessa Emilia Franval.
Tempo dopo, in punto di morte, Mendoza chiama Linsday per sgravarsi la coscienza confessando il delitto e scagionando i due ragazzi. Recatosi alla "Isla del Diablo" per informare della novità il direttore del carcere e far riaprire il processo, Linsday è attirato dai lamenti di una ragazza incatenata e ferita, Rosa, che gli narra cos'è accaduto nel frattempo a Beatriz e Raymond.
All'interno del carcere Rosa si è da tempo guadagnata una posizione, diventando la confidente e l'amante della Señora Cardel, la direttrice del ramo femminile, e insieme l'amante del sadico tenente Weckler, che nel frattempo ha preso di mira Raymond nella prigione maschile. Giunta in carcere, Beatriz è finita in cella con altre tre prigioniere: María, una ragazza sorda ed un'altra ammalata di malaria; ma Rosa, intenerita dall'innocenza della nuova arrivata, ha trovato il modo di prendere il posto di María per poter fare amicizia con lei. Venuta a conoscenza della sua storia d'amore con Raymond, decide di aiutarla preparando un piano per fare evadere gli innamorati. Lasciata la cella per recarsi da Weckler, Rosa trova il modo di lasciare socchiusa la porta affinché Beatriz possa fuggire. Quindi si fa presentare Raymond, cui tenta di consegnare un biglietto con le istruzioni affinché raggiunga l'innamorata. Quando Weckler si accorge del biglietto, non esita a pugnalarlo a morte con un tagliacarte.
È sera. Beatriz e Raymond corrono verso il mare dove li attende una barca con la quale prendere il largo. Ma la fuga è presto scoperta e i due ragazzi vengono catturati. Le prove della loro innocenza portate dall'avvocato Linsday sono inutili: condannati a morte per direttissima, Beatriz e Raymond vengono fucilati davanti alle autorità.

## Produzione
Los amantes de la isla del diablo rientra formalmente nel sottogenere degli women in prison, ma al di là del fatto che alcune scene si svolgono invece nel carcere maschile, non presenta le caratteristiche tipiche del film d'exploitation; per lo meno nella versione più fedele alla volontà del regista, ossia in quella spagnola.
Con l'eccezione di due brevi scene di tortura mediante scariche elettriche e raggio laser, il tono del film è infatti assolutamente serio, dall'inizio alla fine, e non è difficile indovinare che nella non meglio identificata dittatura sudamericana il regista non abbia visto nient'altro che la Spagna nella quale era cresciuto, quella del generale Francisco Franco. Come nove anni prima con La spia sulla città, ovvie ragioni di censura avevano reso inevitabile lo spostamento della vicenda verso altri paesi di lingua spagnola.
Il dramma politico e umano è raccontato tuttavia con una tale partecipazione da sfociare nel campo del melodramma. In questo senso anche le incongruenze narrative appaiono occultate dall'intensità delle singole situazioni. Lo stesso avvocato difensore che segue la vicenda, interpretato da un tremolante e malato Dennis Price (morirà l'anno seguente di cirrosi epatica), è soprattutto una figura patetica, più appassionata e sensibile che lucida. Quanto al mondo della prigione, è raffigurato con tratti di estremo realismo. La sua tragica chiusura rispetto al mondo è simboleggiata dalla figura della bella sordomuta (Anne Libert) che ha quasi completamente perso contatto con ciò che la circonda, pur nell'angusto spazio di una cella condivisa con altre tre ragazze, e appare interessata esclusivamente alle sue calze nere.
L'elemento lirico, ancor più che nella storia d'amore di Beatriz e Raymond, è concentrato nel personaggio di Rosa (Josiane Gibert, moglie del produttore esecutivo Guy Gibert), che incarna la figura dell'eroina-canaglia prediletta del regista. Priva di speranze per sé, da tempo adattatasi alla vita del carcere al prezzo di qualsiasi umiliazione e compromesso, Rosa riversa tutti i suoi sentimenti sulla giovane amica, che tenta di proteggere e aiutare correndo ogni genere di rischio. È il suo ingegno a guidare gli eventi nella parte della vicenda che si svolge in prigione, proprio come quello di Emilia, l'amante ripudiata di Raymond, li aveva guidati durante l'antefatto.
La colonna sonora di Bruno Nicolai ha un ruolo fondamentale nel definire questa dimensione patetica e melodrammatica. Dato che molti pezzi o idee musicali si trovano anche in film precedenti, in particolare X 312 - Flug zur Hölle, è probabile che non sia composta espressamente per Los amantes de la isla de diablo. Altri frammenti derivano dalla colonna sonora Les cauchemars naissent la nuit e la musica per chitarra eseguita dal servo di Emilia è una delle versioni di Voice in the night composte per Philosophy in the Boudoir, non utilizzata in quel film ma presente nel doppio CD della Digitmovies intitolato erroneamente Eugénie - De Sade '70.
La coppia perversa dei cognati, Emilia Franval e Mendoza, rinvia alla coppia fratello-sorella che attira Eugénie nella propria rete in Philosophy in the Boudoir. Un collegamento che diventa esplicito nella scena del pranzo con i giovani ospiti, in cui come nel precedente film il vino e la musica (la citata Voice in the night) concorrono ad addormentare Beatriz.

## Distribuzione

### Versioni
Entrambe le versioni, la francese e la spagnola, presentano cambiamenti rispetto al montaggio voluto dal regista, ma mentre le varianti di Los amantes de la isla del diablo si limitano ad alcuni tagli, Quartier de femmes stravolge la struttura originaria. Nel primo caso le modifiche furono certamente imposte dalla censura, mentre nel secondo furono consigliate da esigenze di distribuzione.
Alla versione spagnola manca l'inquadratura del colpo di grazia sui cadaveri dei protagonisti. Inoltre dopo le scene di sesso con il tenente, Rosa non appare nuda. Due tipici interventi censori, come quello che portò a modificare alcuni dialoghi, in particolare aggiungendo la morale finale affidata all'avvocato Linsday, che se nell'originale se ne va dal luogo dell'esecuzione senza proferire parola, nel doppiaggio spagnolo conclude dicendo: «Questo è il dramma della giustizia, che a volte si arriva tardi, a volte le nostre debolezze, i nostri stessi errori non la lasciano trionfare.»
È inoltre tagliata la seconda parte delle due scene-chiave tra Rosa e Beatriz in cella, nelle quali la loro amicizia sconfina nel rapporto lesbico. Scene che senza alcun dubbio la censura spagnola non avrebbe potuto accettare e che presentano una perfetta continuità con il precedente dialogo. Si tratta insomma di materiale originale, anche se rimane il dubbio che il regista le abbia girate sin dall'inizio per accontentare la distribuzione francese. La seconda di queste scene, quella nella quale l'erotismo è più esplicito (benché le due attrici non si tolgano la divisa di detenute), ha un notevole impatto patetico, sia grazie alla musica di Nicolai, ripresa da Les cauchemars naissent la nuit, sia perché vi partecipa indirettamente, come spettatrice, la compagna di cella sorda, che in quest'unica occasione sembra entrare in contatto con ciò che la circonda.
Del tutto diverso è il caso di tre scene presenti solo nella versione francese: quella in cui alcune guardie sadiche bersagliano con una palla da tennis i sederi di Rosa e di una detenuta dalla parrucca biondo-platino, quella in flashback nella quale il Tenente Weckler sodomizza Rosa dopo averla fustigata e infine quella in cui la stessa Rosa, durante la fuga di Beatriz e Raymond, si intrattiene in un incontro erotico con una guardia e la solita ragazza platinata. Questa volta si tratta infatti di semplici interpolazioni, la prima e la terza assai maldestre, volte ad accrescere la componente sadicoerotica del film. Lucas Balbo, in Obsession, ipotizza che queste scene possano essere state girate da un altro regista, ma è più probabile che siano state girate dallo stesso Franco onde evitare che le girassero altri. Nella prima e nella terza scena la pettinatura e il colore dei capelli di Rosa appaiono diversi.
Nel complesso le scene erotiche o sadiche della versione francese, al di là della loro diversa qualità e pertinenza, finiscono per spezzare la tensione drammatica. Particolarmente sconcertante è la lunga scena di sesso a tre collocata proprio nel momento in cui l'attenzione dello spettatore è assorbita dal tentativo di fuga degli amanti.
Gli inserti della versione francese sono compensati da due importanti tagli. Dopo i titoli di testa scompaiono i 12 minuti che costituiscono il prologo del dramma. Di conseguenza non si capisce perché i due ragazzi finiscano in prigione e della coppia perversa costituita da Mendoza ed Emilia resta ben poco. L'altra scena sacrificata è quella della lezione di religione, durante la quale la Señora Cardel legge alcuni passi dal tono apocalittico.
Paradossalmente, dunque, nella versione francese furono cassati i due episodi che contenevano gli attacchi più duri alla dittatura franchista - quello contro il potere militare e quello contro il potere della religione - che il pubblico spagnolo invece poté vedere.
La versione francese, secondo alcune fonti della durata di 83 minuti, nell'edizione in VHS arriva solo a 75 minuti.

### Edizioni DVD
La versione spagnola del film è uscita in DVD per la prima volta negli Stati Uniti pubblicata dalla Image Entertainment il 13 settembre 2005. L'immagine è piuttosto granulosa ma il formato è quello panoramico originale. All'edizione manca la parte conclusiva della scena in cui Beatriz aiuta Rosa ad alzarsi e la abbraccia dopo la zuffa con Lola. È stata pubblicata con due titoli diversi: quello spagnolo originale e la maldestra traduzione inglese Devil's Island Lovers.
Da questa edizione deriva il DVD inglese della Tartan Video, pubblicato insieme a Night of the Assassins (Sospiri) in un doppio disco intitolato Jess Franco Double Bill Volume 2. Esiste anche una edizione giapponese.
La versione francese non è mai uscita in DVD.